# العلاقات التوفالية الليبية
العلاقات التوفالية الليبية هي العلاقات الثنائية التي تجمع بين توفالو وليبيا.

## مقارنة بين البلدين
هذه مقارنة عامة ومرجعية للدولتين:
| وجه المقارنة                                              | توفالو                         | ليبيا                                       |
| --------------------------------------------------------- | ------------------------------ | ------------------------------------------- |
| المساحة (كم2)                                             | 26                             | 1.76 مليون                                  |
| عدد السكان (نسمة)                                         | 11.19 ألف                      | 6.37 مليون                                  |
| الكثافة السكانية (ن./كم²)                                 | 43.04 ألف                      | 3.62                                        |
| العاصمة                                                   | فونافوتي                       | طرابلس                                      |
| اللغة الرسمية                                             | اللغة التوفالوية، لغة إنجليزية | اللغة العربية، اللغة العربية الفصحى الحديثة |
| العملة                                                    | دولار توفالو                   | دينار ليبي                                  |
| الناتج المحلي الإجمالي (بليون دولار)                      | 39.73 مليون                    | 50.98 مليار                                 |
| الناتج المحلي الإجمالي (تعادل القوة الشرائية) بليون دولار | 38.93 مليون                    | 69.32 مليار                                 |
| الناتج المحلي الإجمالي الاسمي للفرد دولار أمريكي          | 3.29 ألف                       |                                             |
| الناتج المحلي الإجمالي للفرد دولار أمريكي                 | 3.77 ألف                       | 15.60 ألف                                   |
| مؤشر التنمية البشرية                                      |                                | 0.724                                       |
| رمز المكالمات الدولي                                      | +688                           | +218                                        |
| رمز الإنترنت                                              | .tv                            | .ly                                         |
| المنطقة الزمنية                                           | ت ع م+12:00                    | ت ع م+02:00، توقيت شرق أوروبا               |

## منظمات دولية مشتركة
يشترك البلدان في عضوية مجموعة من المنظمات الدولية، منها:
| علم المنظمة | اسم المنظمة                   | تاريخ انضمام توفالو | تاريخ انضمام ليبيا |
| ----------- | ----------------------------- | ------------------- | ------------------ |
|             | الاتحاد الدولي للاتصالات      | 15 أغسطس 1996       | 3 فبراير 1953      |
|             | مؤسسة التنمية الدولية         | 24 يونيو 2010       | 1 أغسطس 1961       |
|             | يونسكو                        | 21 أكتوبر 1991      | 27 يونيو 1953      |
|             | منظمة حظر الأسلحة الكيميائية  | ?                   | ?                  |
|             | الأمم المتحدة                 | 5 سبتمبر 2000       | 14 ديسمبر 1955     |
|             | الاتحاد البريدي العالمي       | ?                   | ?                  |
|             | البنك الدولي للإنشاء والتعمير | 24 يونيو 2010       | 17 سبتمبر 1958     |

## وصلات خارجية
- موقع وزارة الخارجية الليبية